# Vennecy
Vennecy – miejscowość i gmina we Francji, w Regionie Centralnym, w departamencie Loiret.
Według danych na rok 1990 gminę zamieszkiwało 987 osób, a gęstość zaludnienia wynosiła 92 osoby/km² (wśród 1842 gmin Regionu Centralnego Vennecy plasuje się na 401. miejscu pod względem liczby ludności, natomiast pod względem powierzchni na miejscu 1112.).